# Sociedad Psicoanalítica de París
La Sociedad Psicoanalítica de París ("Société psychanalytique de Paris" - SPP), fundada en 1926 con aprobación de Freud, es la más antigua asociación psicoanalítica francesa. La SPP miembro de la Asociación Psicoanalítica Internacional (IPA) así como de la Federación Europea de Psicoanálisis (FEP).

## Historia
Los franceses contemporáneos de Freud habían subestimado los alcances del psicoanálisis. Entre 1910 y 1918 se manifiesta un interés más bien débil, en la forma de algunas publicaciones y traducciones de E. Régis y A. Hesnard. La práctica analítica es introducida por Moricheau Beauchant en Poitiers, sin que entonces tuviera un impacto a nivel nacional. Recién en 1920, con la llegada a París de una de las alumnas de Freud, E. Sokolnicka, el psicoanálisis comienza a ejercer influencia en los círculos literarios parisienses, y a continuación, con mayor dificultad, sobre algunos médicos y psiquiatras.
La Sociedad Psicoanalítica de París se funda el 4 de noviembre de 1926. René Laforgue, uno de sus fundadores, había mantenido un intercambio epistolar con Freud. La llegada a París de Rudolph Loewenstein, formado en el Instituto Psicoanalítico de Berlín, contribuiría entonces a la constitución de todo un grupo de nuevos miembros jóvenes, entre los que se cuentan René Allendy, Marie Bonaparte, Adrien Borel, Angelo Hesnard, René Laforgue, Rudolph Loewenstein, Édouard Pichon y Eugénie Sokolnicka. Este grupo de fundadores se vio sometido a fuertes tensiones, ligadas a la cuestión del lugar que debían ocupar las ideas de Freud en Francia. El primer Instituto de Psicoanálisis fue creado en 1934. Ernest Jones pronunció el discurso inaugural, Freud y Max Eitingon enviaron telegramas de felicitación. 
Después de que Austria fuera invadida por los nazis, Marie Bonaparte jugó un rol importante en cuanto a facilitar la emigración de Sigmund Freud y de su familia a Londres. Fue gracias a los esfuerzos infatigables de la princesa que se salvaron las cartas y primeros escritos de Freud a Wilhelm Fliess.
La guerra desorganizó a la Sociedad Psicoanalítica de París. El Instituto cerró sus puertas en primavera de 1940. Loewenstein emigró a los Estados Unidos donde se instala definitivamente. Laforgue, siendo de origen alsaciano, intenta colaborar con el Instituto Göring de Berlín controlado por los nazis. Algunos otros, Sacha Nacht por ejemplo, se refugiaron en la zona libre al sur de Francia o ingresaron a la resistencia activa, como por ejemplo Paul Schiff. Son raros los casos de analistas, como John Leuba, que pudieron continuar sus actividades.
Después de la Liberación, la Sociedad, no obstante la disminución de sus efectivos, se reorganiza y los psicoanalistas vuelven a París. Se plantea por consiguiente la cuestión de la enseñanza del psicoanálisis y de la formación de nuevos analistas, así como la de la creación de un nuevo instituto de formación, junto a las opciones que ello implicaba, principalmente la de la independencia o de un acercamiento en relación con la Universidad y la de las modalidades prácticas de la formación, etc. 
A continuación de estos debates, el Instituto de Psicoanálisis reabrió sus puertas el 5 de marzo de 1953, efectuándose una ceremonia oficial de inauguración el 1 de junio de 1954. Sin embargo subsistieron profundas divergencias en la cuestión de la formación, sobre todo entre Daniel Lagache y Sacha Nacht, que discrepaban en cuanto al lugar que debería ocupar la enseñanza universitaria en la formación psicoanalítica. Por otra parte, Jacques Lacan introdujo una modificación técnica al instaurar sesiones «de duración variable» y al reducir muy frecuentemente su extensión, lo que provocó la resistencia de otros miembros de la Sociedad. Estas tensiones se agudizaron a partir de un pequeño grupo en torno a Daniel Lagache, al que Jacques Lacan se incorporaría luego. Este grupo renunció a la SPP y fundó la Sociedad Francesa de Psicoanálisis, la SFP. Al haber renunciado a la SPP sin seguir siendo miembros de la API, los integrantes de la SFP solicitaron su reincorporación a la API. Sin embargo, la API desaprobó la práctica de las sesiones cortas y no reconoció a la SFP. 
En 1964, Jacques Lacan, destituido de sus funciones docentes en la Sociedad, renuncia a ella junto a una parte de sus alumnos. De esta escisión nace la Asociación psicoanalítica de Francia, la APF, que, fundada por analistas respetuosos de los criterios de práctica y de formación de la API, reingresa a esta última. También sale a la luz el primer «grupo lacaniano», la École freudienne de Paris, cuyo nombre paradójicamente no indica la ruptura de facto con el movimiento psicoanalítico internacional, heredero de la tradición freudiana. A pesar de múltiples escisiones posteriores, notablemente en 1969 con la creación de la Organización Psicoanalítica de Lengua Francesa, la OPLF, conocida bajo el nombre de «Quatrième Groupe », que mantuvo lazos con la SPP, la corriente lacaniana se desarrolló. Los conflictos se multiplicaron y después del deceso de Lacan el movimiento se fraccionó en numerosos grupos. 
Durante este período agitado, la Sociedad Psicoanalítica de París creció en amplitud, formando a gran número de analistas que influenciaron profundamente la evolución del psicoanálisis en Francia, gracias a numerosas contribuciones originales teórico-clínicas (ver «perspectives» más abajo). La Sociedad Psicoanalítica de París mantiene un contacto estrecho y regular con la Asociación psicoanalítica de Francia, el Quatrième Groupe y la Sociedad Psicoanalítica de Investigación y Formación ("Société Psychanalytique de Recherche et de Formation"), nuevo grupo de estudios formado después de una escisión en el seno de la OPLF.

## La SPP hoy

### Organización
La Sociedad Psicoanalítica de París es una asociación sin fines de lucro. Es reconocida como asociación de utilidad pública por decreto del 8 de agosto de 1997. Sus recursos provienen exclusivamente de las cotizaciones de sus miembros, así como de donaciones y legados privados. La SPP agrupa a alrededor de 800 miembros y 300 analistas en formación.
Le Consejo de Administración, su Presidente y su buró son elegidos por un período de dos años. Los Secretarios Científicos trabajan en estrecha relación con el Consejo Científico y Técnico, igualmente elegido por un periodo de dos años.
El encuentro científico más importante es el «Congreso de Psicoanalistas de Lengua Francesa », un congreso anual en el que participan analistas miembros de la API venidos del mundo entero.

## Perspectivas
Los analistas formados en la SPP están profundamente ligados a la obra de Freud. Si bien el conocimiento de las teorías post-freudianas está bien representado, ninguna de ellas podrá suplantar el estudio del cuerpo de conocimientos teóricos del psicoanálisis freudiano, el cual propone la comprensión más completa de la psiquis humana. 
Sin embargo, se hace un deber reconocer que numerosos teóricos franceses han aportado contribuciones que complementan a la metapsicología freudiana y que exploran áreas de la psiquis y del cuerpo hasta ahora inexploradas.
Alrededor del 1970, el psicoanálisis centró principalmente sus cuestionamientos y reflexiones en los sueños y en el deseo, sujetos inscritos en la teoría topográfica de Freud, el Primer Tópico. Cuando después de algún tiempo, la investigación se centró en las interrogantes y las problemáticas ligadas al Segundo Tópico, los analistas de la SPP, entre otros, han explorado las cuestiones relativas a la destructividad (Jean Bergeret, Paul Denis, André Green), al masoquismo (Benno Rosenberg), la reacción terapéutica negativa, el narcisismo (André Green, Bela Grunberger), las relaciones de objeto (Maurice Bouvet), la perversión (Michel de M'Uzan, Joyce McDougall, Janine Chasseguet-Smirgel), la psicosomática (Pierre Marty, Michel Fain, Christian David, Michel de M'Uzan), el tercero (André Green), la figurabilidad psíquica (Sara y César Botella), el psicoanálisis infantil (René Diatkine, Evelyne y Jean Kestemberg, Serge Lebovici), el superyó (Jean-Luc Donnet).

## Objetivos
Freud dio la siguiente definición de psicoanálisis en el artículo de enciclopedia aparecido en 1922.
« El psicoanálisis » es el nombre:
1. De un procedimiento para la investigación de los procesos mentales, que de otra manera serían poco menos que inaccesibles.
2. De un método fundado en esa investigación para el tratamiento de loss desórdenes neuroticos.
3. De una serie de concepciones psicológicas adquiridas por este medio y que rápidamente se acrecientan para formar progresivamenteuna nueva disciplina científica.

EN concordancia con la API, de la que la SPP es sociedad miembro, la SPP considera que la transmisión del psicoanálisis no puede más que efectuarse en un marco institucional. Es por medio de sus Institutos de Psicoanálisis, directamente dependientes de la COmisión de Enseñanza, que la SPP asegura la transmisión del psicoanálisis.
La formación del psicoanalista comprende:
1. un análisis personal
2. tratamientos bajo supervisión
3. una enseñanza teórica y técnica entregada en forma de seminarios.

## La formación profesional en la SPP
La estructura de la formación profesional en la SPP es una estructura «abierta», que representa una solución de compromiso entre la necesidad de una formación rigurosa y la forma inadecuada del modelo universitario para una formación analítica. 
La Comisión de Enseñanza, integrada por analistas formadores, define la orientación general de la formación.
El prerrequisito fundamental es el análisis personal, por parte de un miembro de la SPP o bien con un miembro formador de otra sociedad perteneciente a la API. Cuando el candidato considera que su análisis personal se encuentra bien avanzado, este análisis podrá terminarse o no y él podrá solicitar la apertura de un dossier en uno de los institutos de formación. Es este el acto que da valor de candidatura a la formación. La solicitud será evaluada por un míimo de tres miembros de la Comisión de Curso. Después de haber deliberado acerca de las capacidades de autoanálisis del candidato y su aptitud para escuchar y percibir los movimientos inconscientes en el otro, esta Comisión comunica su decisión al interesado : la aceptación, el aplazamiento o el rechazo. Hay actualmente más de 300 analistas en formación en la SPP, lo que es testimonio de la presencia viva de la SPP en Francia.
Una vez aceptado, el candidato pasa a ser «analista en formación». Emprenderá un mínimo de dos tratamientos supervisados semanalmente por un analista supervisor. 
Paralelamente, a medida que se desarrolla su experiencia, el analista en formación deberá asimilar el corpus teórico del psicoanálisis. La lectura y la discusión crítica de las obras de Freud constituyen la referencia fundamental, que se complementa y se articula con las obras de los teóricos de su época, así como de los psicoanalistas de la actualidad. 
Al culminar su formación, después de validado su currículum por la Comisión de Enseñanza, el nuevo psicoanalista admitido puede solicitar la membrecía.

## Categorías de miembros
La SPP agrupa a alrededor de 800 miembros activos, exalumnos de los Institutos de Psicoanálisis. Según su grado compromiso en las responsabilidades de la Sociedad, estos son: 
- Adherentes

Los miembros adherentes son admitidos después de la validación de sus currículum en alguno de los Institutos de Psicoanálisis, una vez realizada una promesa solemne de respetar el código ético de la SPP. Ellos son «associate members» de la API. 
- Titulares

Los miembros titulares son miembros elegidos sobre la base de la presentación de una memoria o de un recuento de sus trabajos clínicos. Ellos son «full members» de la API. 
De entre los miembros titulares son elegidos los formadores miembros de la Comisión de Enseñanza, que tienen la función y responsabilidad específica de supervisar y de transmitir la clínica psicoanalítica y su corolario, la investigación psicoanalítica. 
- Honorarios

Estos son los miembros de la SPP que, en razón de su edad, han disminuido o limitado su actividad profesional.
- Correspondientes

Los miembros correspondientes son miembros que han sido formados en la SPP y que viven actualmente en el extranjero, o bien los colegas que, sobre la base de sus afinidades con la SPP y su modelo, desean que se les mantenga informados de las actividades de la Sociedad.

## El Centro de Consulta y de Tratamiento Jean Favreau (CCTP)
Inaugurado en 1954 paralelamente al Instituto de Psicoanálisis, el Centro de Consulta y de Tratamiento Psicoanalítico ( CCTP) proporciona tratamientos psicoanalíticos a los pacientes domiciliados en París, más particularmente a aquellos para los cuales un tratamiento en gabinete liberal sería financieramente difícil o imposible. Desde su creación, la legitimidad del CCTP se funda en su colaboración estrecha con el Instituto de Psicoanálisis. El Director del Instituto, Sacha Nacht, así como el primer Director Médico, M. Cénac, deseaban ver que existiera un centro en el que la actividad se ejerciera por parte de psicoanalistas de la SPP. Al principio, el tratamiento era conducido por analistas en formación que a su vez se beneficiaban de la supervisión por parte de analistas formadores. Después de 1958, el Centro Favreau se encuentra ligado por convención a la DASS. La vocación psicoanalítica del tratamiento es oficialmente reconocida, de suerte que, aunque el tratamiento es gratuito, cada analista que trabaja en el CCTP recibe una remuneración y la asimetría de la relación paciente-analista queda así preservada.
En el CCTP, cada paciente es recibido al principio por un analista consultor, quienrecomienda: psicoanálisis, psicoterapia, psicodrama, psicoanálisis de grupo, o bien lo deriva a un psicoanalista de consulta liberal. EL psicoanalista consultor no será aquel con el que se iniciará tratamiento. El CCTP se orienta a una población diversificada y ofrece una variedad de tratamientos fundados en el psicoanálisis. Este centro es un ejemplo de un enfoque clínico en el sector público que corresponde a la descripción que hiciera Freud del psicoanálisis en 1922: llevar a cabo un tratamiento psicoanalítico, de acuerdo a un « procedimiento para la investigación de procesos mentales ». Sobre esta base, los psicoanalistas del CCTP han desarrollado un método de investigación.

## La Biblioteca Sigmund Freud
El Nacimiento de la Biblioteca Sigmund Freud, la BSF, está íntimamente ligado a la fundación del Instituto de Psicoanálisis, la que pudo llevarse a cabo gracias a la generosidad de Marie Bonaparte. Después de la mitad de los años cincuenta, esta última se propuso la creación de una biblioteca y de un fichero, así como sobre todo la traducción de las obras de Freud al francés. En 1962, Marie Bonaparte legó muchos miles de libros a la biblioteca, muchos de los cuales autografiados y con anotaciones de Freud, como así mismo una colección de revistas psicoanalíticas alemanas imposibles de hallar en otro lugar. 
En 1992, la SPP llevó a cabo la adquisición de un atelier de mueblista, transformándolo en la sede de la BSF.
En 1997, la SPP comenzó a informatizar su base de datos, estando así en condiciones, gracias a la Internet, de hacer accesibles sus recursos al público. Psiquiatras, psicólogos e investigadores del mundo entero visitan el sitio web de la BSF beneficiándose de una base de datos de riqueza excepcional.

## Actividades abiertas al público
- El Seminario Jean Cournut: ciclo de dos años abierto a médicos, psiquiatras, psicólogos y a los estudiantes de cursos finales de psicología y de psiquiatría.
- Psicoanálisis del niño: ciclo de conferencias abiertas al público de introducción al psicoanálisis del niño y del adolescente sobre un tema anual.
- Psicoanálisis del adulto: ciclo de conferencias sobre el psicoanálisis del adulto abiertas al público, sobre un tema anual.
- Conferencias del hospital Ste Anne: destinado a psiquiatras y médicos, abiertas al público.
- Igualmente se ofrecen presentaciones clínicas organizadas en colaboración con el CCTP Jean Favreau.

## Publicaciones
- La Revue Française de Psychanalyse( RFP), fundada en 1927, editada por la SPP y publicada por PUF. Se publican cinco volúmenes al año, siendo tres sobre temas elegidos por el Comité Editorial, mientras que los otros dos conciernen a las conferencias organizadas por la SPP. La RFP se puede consultar en línea en la BSF.
- Monografías y Debates de Psicoanálisis: esta colección tiene como objetivo proponer reflexiones acerca de temas seleccionados, entregando perspectivas claras y concisas que el lector del gran público, el estudiante y el psicoanalista puedan abordar con facilidad.

## Coordenadas
SOCIETE PSYCHANALYTIQUE DE PARIS 
Association Reconnue d'Utilité Publique – Décret de 8 août 1997 
187, Rue Saint-Jacques – 75005 Paris 
Sitio Internet